# Meinsen-Warber

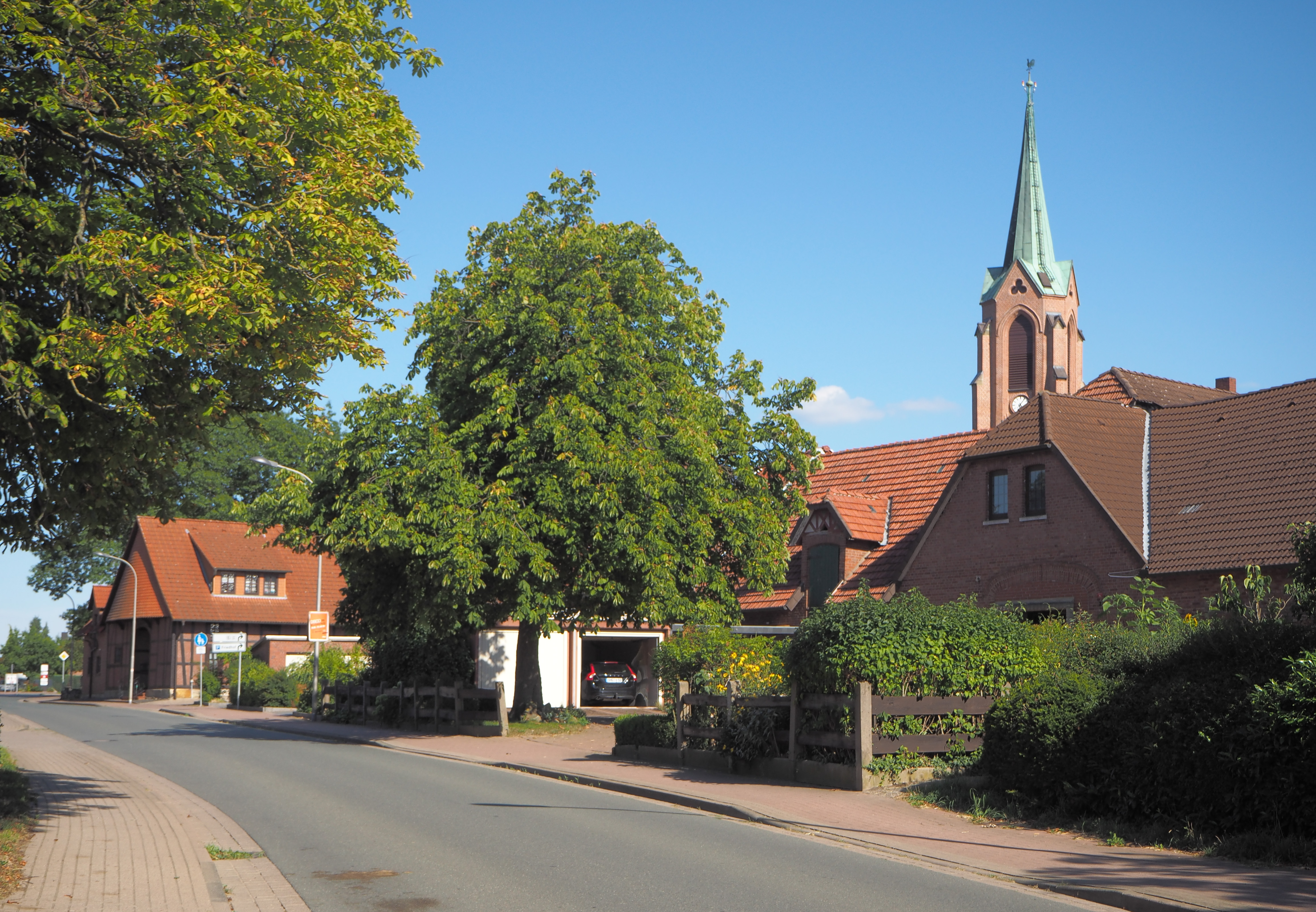
Meinser Straße mit Blick auf den neugotischen Kirchturm in Meinsen

Meinsen-Warber ist ein Ortsteil der Stadt Bückeburg im niedersächsischen Landkreis Schaumburg. Er entstand Ende 2006 aus der Zusammenlegung der Ortsteile Meinsen und Warber.

## Geografie und Verkehrsanbindung
Der Ortsteil liegt nördlich des Stadtkerns von Bückeburg in der Schaumburger Lössbörde. Nördlich und westlich erstreckt sich der Schaumburger Wald. Durch den Ort fließt die Bückeburger Aue und führt die Landesstraße L 450. Unweit nordöstlich führt der Mittellandkanal vorbei.

## Geschichte
Der Ort Meinsen wurde im Jahr 1181 unter dem Namen Meinhusen erstmals erwähnt, Warber unter dem Namen Worckere im Jahr 1235. 
Beide Dörfer entstanden in der Nähe des Hellwegs, eines historischen Fernwegs, der die fruchtbare Gegend durchzog und der in etwa dem Verlauf der heutigen Bundesstraße 65 entsprach. 
Ende 2006 schlossen sich die bis dahin selbständigen Ortsteile Meinsen und Warber zusammen.

## Kirche
Eine ursprünglich vorhandene Kirche in Meinsen wurde 1504 erstmals durch einen Neubau ersetzt. Im Jahr 1876 entstand dann die heutige Kirche in neugotischem Baustil. 
Es ist eine dreischiffige Backsteinbasilika in Kreuzform. Die Wände von Turm und Langhaus werden durch Strebepfeiler gestützt.  Die niedrigen Seitenschiffe weisen kleine paarige Spitzbogenfenster auf, der Obergaden enthält in jedem Joch ein großes Spitzbogenfenster. Der viergeschossige quadratische Westturm trägt einen achteckigen Helm. Er zeigt in den unteren Geschossen spitzbogige Blendarkaden mit schmalen Fenstern. Das Glockengeschoss öffnet sich in einer großen Schallarkade. Im Inneren überdeckt ein Kreuzrippengewölbe das Mittelschiff, in den Querarmen befinden sich Emporen.

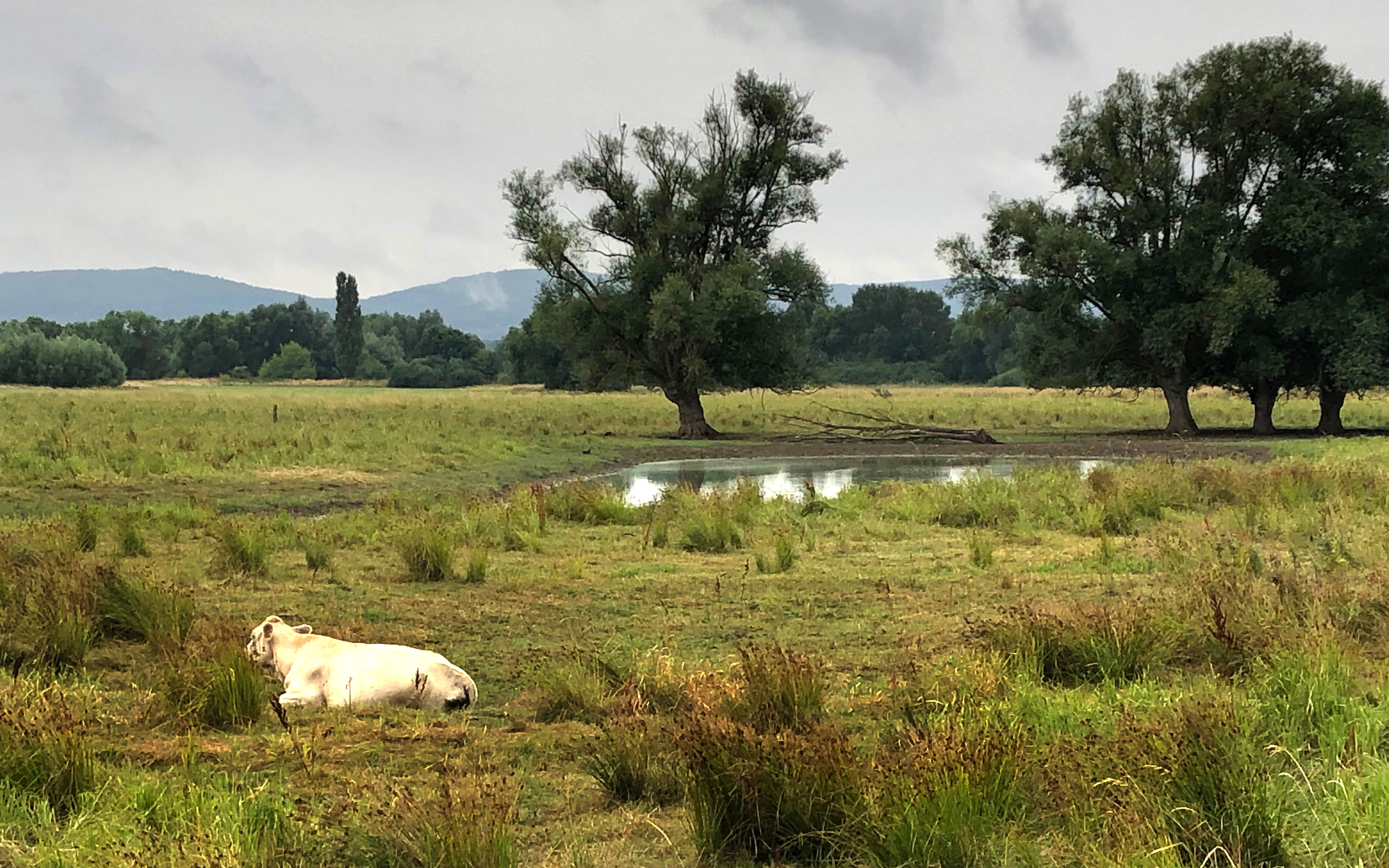
Naturschutzgebiet Bückeburger Niederung

## Naturschutzgebiete
In der Nähe des Ortes liegen zwei Naturschutzgebiete (NSG):
- südwestlich das 65 ha große NSG Bückeburger Niederung
- nordöstlich das 14 ha große NSG Brummershop.

## Politik
Der Ortsrat, der Meinsen-Warber vertritt, setzt sich aus sieben Mitgliedern zusammen. Die Ratsmitglieder werden durch eine Kommunalwahl für jeweils fünf Jahre gewählt.
Bei der letzten Kommunalwahl 2021 ergab sich folgende Sitzverteilung:
| Ortsrat 2021Insgesamt 7 Sitze - SPD: 2 - FW: 2 - CDU: 3 |